# Szorstkogonek krótkopokrywy
Szorstkogonek krótkopokrywy (Liogluta microptera) – gatunek chrząszcza z rodziny kusakowatych i podrodziny rydzenic. Zamieszkuje Europę i Zakaukazie.

## Taksonomia
Gatunek ten opisany został po raz pierwszy w 1839 roku przez Wilhelma Ferdinanda Erichsona pod nazwą Homalota oblonga. Za ważny uznaje się jednak epitet nadany w 1867 roku przez Carla Gustafa Thomsona.

## Morfologia

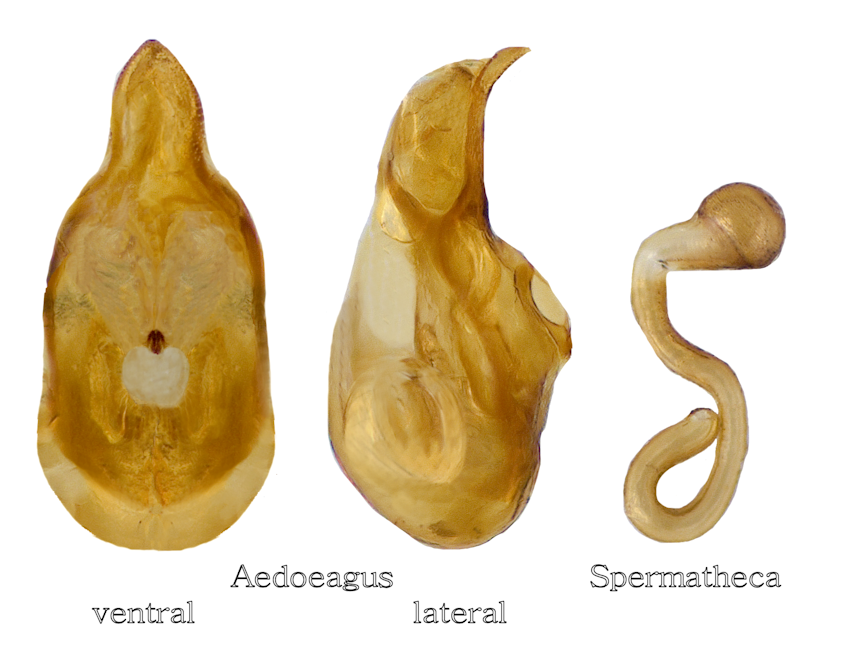
Genitalia

Chrząszcz o wydłużonym ciele długości od 3,1 do 3,7 mm, smuklej zbudowanym niż u L. alpestris. Wierzch ciała jest błyszczący, niezbyt gęsto punktowany, porośnięty rozproszonymi, dość długimi, nieco podniesionymi włoskami. Głowa, czułki i przedplecze są czarniawobrązowe. Głowa jest zaokrąglona, o niepełnym obrzeżeniu skroni i mocnych, nieco ku szczytowi pogrubionych czułkach z członem przedostatnim wyraźnie szerszym niż dłuższym. Przedplecze jest nieco szersze od głowy, lekko poprzeczne, wskutek wyraźnego szagrynowania jedynie umiarkowanie lśniące. Pokrywy są brązowe, mierzone wzdłuż szwu tak długie jak przedplecze lub trochę dłuższe od niego. Kolor odnóży jest żółtobrązowy. U tylnej pary stóp człon pierwszy nie jest dłuższy od drugiego. Odwłok jest czarniawobrązowy. Tylko trzy początkowe tergity mają u podstawy wyraźne wgłębienia poprzeczne. U samca szósty tergit ma niezmodyfikowane punktowanie. U samicy szósty sternit ma krawędź tylną równomiernie zaokrągloną.

## Ekologia i występowanie
Owad borealno-górski, na nizinach stanowiący relikt polodowcowy. Zasiedla lasy, głównie bagienne, a najchętniej zmrozowiskowe. Bytuje w ściółce, pod opadłymi liśćmi oraz w nawozie i na padlinie.
Gatunek palearktyczny. W Europie znany jest z Irlandii, Wielkiej Brytanii, Francji, Belgii, Luksemburga, Holandii, Niemiec, Szwajcarii, Austrii, Włoch, Danii, Szwecji, Norwegii, Finlandii, Estonii, Łotwy, Litwy, Polski, Czech, Słowacji, Węgier, Ukrainy, Rumunii, Bułgarii, Chorwacji i europejskiej części Rosji. W Azji podawany jest z Gruzji.